# Świstek pięciopalcy
Świstek pięciopalcy (Leptodactylus pentadactylus)   – gatunek płaza bezogonowego z rodziny świstkowatych (Leptodactylidae). Dorasta do 18,5 cm długości. Cechuje się zaokrąglonym pyskiem, a także dużymi oczami i dużą błoną bębenkową. Występuje w krajach Amazonii, gdzie zasiedla tereny znajdujące się w pobliżu bagien oraz wolno płynących strumieni. Osobniki dorosłe aktywne nocą, a młode za dnia. Świstek pięciopalcy cechuje się dobrą orientacją w terenie. Odżywia się głównie małymi kręgowcami. Do rozrodu dochodzi od maja do listopada, a samica składa ok. 1000 jaj w pienistym gnieździe stworzonym przez samca. Gatunek najmniejszej troski (LC) w związku z m.in. szerokim zasięgiem występowania oraz dużymi rozmiarami populacji.

## Wygląd
Duży gatunek płaza. Samce dorastają do 17,7 cm, a samice do 18,5 cm długości. Występują dwie fałdy skóry grzbietowo-boczne biegnące od oczu do pachwin. Na górnej wardze występują plamy lub kratki. Grzbiet gładki, oczy i błona bębenkowa duże. W okolicach oczodołów widoczny jest pasek ciemnej skóry. Pysk zaokrąglony, przyjmujący kształt niemalże półokręgu, patrząc z góry. Samce posiadają pojedynczy wewnętrzny rezonator, a także bardzo umięśnione kończyny przednie oraz parę czarnych kolców na klatce piersiowej i czarny kolec na obu kciukach. Ciało ma barwę od jednolicie szarej do czerwonawobrązowej, występuje ciemnofioletowa i jasnobrązowa siateczka. Brzuch ciemnoszary z białymi lub żółtymi cętkami oraz małymi białymi plamkami.

## Zasięg występowania i siedliska
Występuje w puszczy amazońskiej – w Kolumbii, Ekwadorze, Peru, północnej Boliwii, Brazylii, regionie Gujana i południowej Wenezueli. Stwierdzenia z Ameryki Centralnej (Honduras, Kostaryka) przypisywane L. pentadactylus dotyczyły w rzeczywistości innego gatunku – L. savagei.
Zasiedla tereny lasów tropikalnych, głównie w pobliżu bagien oraz wolno płynących strumieni.

## Ekologia
U dorosłych osobników występuje negatywna fototaksja (unikają one słońca) – aktywne są nocą, w ciągu dnia natomiast chowają się w podziemnych norach, a także m.in. pod pniami czy domami ludzkimi. Młode osobniki aktywne są za dnia i znaleźć je można na ściółce. Samce są terytorialne i zaczynają nawoływać podczas zmierzchu. Gatunek ten cechuje się dobrą orientacją w terenie – osobniki przeniesione z nor na krótki dystans były w stanie powrócić do nory, idąc w linii prostej.

## Pożywienie
Dieta zróżnicowana – osobniki dorosłe żywią się wszystkim, co będą w stanie połknąć, w tym:
- pisklętami ptaków
- wężami
- innymi płazami bezogonowymi (w szczególności drzewołazami, pomimo ich toksyczności)
- skorpionami.

Jajami świstka odżywiają się larwy Gastrops willistoni – muchówki z rodziny wodarkowatych. Na dorosłe osobniki polują natomiast ostronosy, węże oraz kajmany. Do strategii obronnych L. pentadactylus należą:
- wydzielanie dużych ilości toksycznego śluzu, który sprawia, że płaz ten staje się śliski
- wydawanie bardzo głośnego przenikliwego krzyku w celu odstraszenia napastnika
- nadymanie całego ciała z jednoczesnym podniesieniem ciała, przez co płaz ten wydaje się większy

## Rozmnażanie i rozwój
Okres godowy przypada na porę deszczową – od maja do listopada. Do nawoływania oraz rozrodu dochodzi na skraju zbiorników wodnych. Ampleksus jest pachowy. Samica składa jaja otoczone galaretowatą masą, która następnie ubijana jest kończynami tylnymi samca, tym samym tworząc pieniste gniazdo, w którego skład wchodzą: 
- sperma
- wydzieliny skórne
- woda oraz powietrze

Samice składają około 1000 jasnoszarych jaj, a pieniste gniazda tworzone są w suchych wgłębieniach, które mogą być wykopane przez samca. Gniazda te znajdują się w pobliżu zbiorników wodnych, tak żeby kijanki mogły zostać wymyte przez wodę z opadów deszczowych do pobliskiego zbiornika wodnego. Gniazda pieniste mogą się również znajdować w znacznej odległości od zbiornika wodnego – w tym przypadku kijanki cały rozwój przechodzą w gnieździe, żywiąc się pianą lub niezapłodnionymi jajami. Pomaga im w tym duża odporność na wysuszanie – kijanki te mogą przetrwać bez wody nawet 7 dni. Kijanki osiągają wyjątkowo duże rozmiary – do 8,3 cm. Grzbiet jest brązowy, a brzuch jaśniejszy. Występuje również dobrze rozwinięta linia boczna oraz 2–3 rzędy ząbków. Niezależnie od położenia gniazda kijanki na początku odżywiają się pianą ubitą przez samca, po czym w skład ich diety wchodzić zaczynają glony, a także jaja i kijanki różnych gatunków płazów bezogonowych. Gatunek długowieczny – dożywa 15 lat.

## Status zagrożenia
Gatunek najmniejszej troski (LC) w związku z szerokim zasięgiem występowania, dużą tolerancją na zmiany środowiskowe, a także dużymi rozmiarami populacji. W Kolumbii lokalnym populacjom zagrażać mogą Indianie, którzy żywią się świstkami.